# Salper
Salper eller salpor (Thaliacea) är en klass havsdjur som tillhör understammen manteldjur. De livnär sig av plankton. Individerna lever antingen ensamma eller i större kolonier. Några arter når en längd över åtta centimeter.
Sättet att fortplanta sig varierar generationsvis. Medan den första generationen förökar sig genom sexuella kontakter mellan två kön sker fortplantningen i andra generationen asexuellt. Samma typ av fortplantning sker på samma sätt i varannan generation.
Den första naturforskaren som 1819 skrev en vetenskaplig avhandling om fenomenet var Adelbert von Chamisso. Innan dess antogs att de olika generationerna tillhörde olika arter.

## Utbredning
Salper lever främst i varma havsregioner vid vattenytan och förekommer under sommaren tidvis i tempererade hav.

## Levnadssätt
Arterna vilar på dagen ungefär 800 meter under vattenytan och simmar på natten uppåt. Där äter de större mängder alger men även små fiskar. Den kol som är bunden i salpernas näringsämnen avsöndras inte som koldioxid till atmosfären utan lagras i avföringen. Djurens spillning sjunker med en hastighet på cirka 1000 meter per dag till havets botten. Enligt uppskattningar separeras på så sätt flera tusen ton kol från atmosfären. Salper är därför betydande för kolets kretslopp på jorden.
Individerna i generationen som förökar sig sexuellt är hermafroditer. Hos den andra generationen uppstår en utväxt som senare avknoppas och blir en självständig individ.
Hos släktet Pyrosoma bildas kolonier som har formen av en klocka. Kolonins individer är sammanlänkade genom en geléartad vägg.